# Anthoxanthum aristatum
Anthoxanthum aristatum é uma espécie de planta com flor pertencente à família Poaceae. 
A autoridade científica da espécie é Boiss., tendo sido publicada em Voyage botanique dans le midi de l'Espagne 2: 638. 1842.
Os seus nomes comuns são antoxanto-praganoso, feno-de-cheiro ou feno-de-cheiro-anual.

## Portugal
Trata-se de uma espécie presente no território português, nomeadamente os seguintes táxones infraespecíficos:
- Anthoxanthum aristatum var. aristatum - presente em Portugal Continental e no Arquipélago dos Açores. Em termos de naturalidade é nativa de Portugal Continental e introduzida no Arquipélago dos Açores. Não se encontra protegida por legislação portuguesa ou da Comunidade Europeia.
- Anthoxanthum aristatum var. welwitschii - presente em Portugal Continental e no Arquipélago dos Açores. Em termos de naturalidade é nativa de Portugal Continental e introduzida no Arquipélago dos Açores. Não se encontra protegida por legislação portuguesa ou da Comunidade Europeia.